# Orjahovo
Orjahovo (in bulgaro Оряхово?) è un comune bulgaro situato nella regione di Vraca di 15 120 abitanti (dati 2009). La sede comunale è nella località omonima.

## Località
Il comune è formato dall'insieme delle seguenti località:
- Orjahovo (sede comunale)
- Dolni Vadin
- Galovo
- Gorni Vadin
- Leskovec
- Ostrov
- Selanovci